# Glypta tornata
Glypta tornata là một loài tò vò trong họ Ichneumonidae.